# Jaltomata yacheri
Jaltomata yacheri är en potatisväxtart som beskrevs av S.Leiva och Mione. Jaltomata yacheri ingår i släktet jaltomator, och familjen potatisväxter. Inga underarter finns listade i Catalogue of Life.

## Bildgalleri

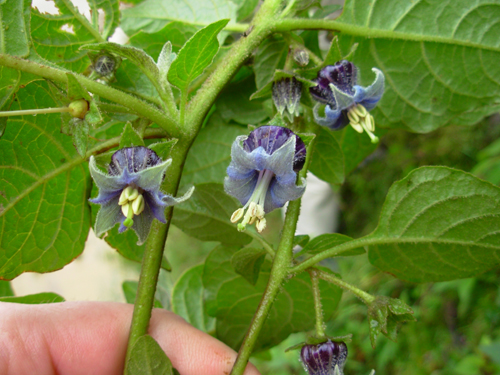